# Niemieckie pistolety zdobyczne i kupione w okresie II wojny światowej
Niemieckie pistolety zdobyczne w okresie II wojny światowej – pistolety zdobyte, a następnie użytkowane przez Wehrmacht na frontach II wojny światowej w latach 1939–1945.
| Zdjęcie                    | Nazwa                         | Producent                                      | Nabój                                                      | Państwo        |
| -------------------------- | ----------------------------- | ---------------------------------------------- | ---------------------------------------------------------- | -------------- |
| Pistolet Steyr-Hahn        | Pistole 12(ö)                 | Österreichische Waffenfabriksgesellschaft      | 9 × 19 mm Parabellum                                       | Austria        |
| Pistolet Browning M1910/22 | Pistole 626(b) Pistole 641(b) | Fabrique Nationale de Herstal                  | 7,65 × 17 mm SR Browning – 626(b) 9 × 17 mm Short – 641(b) | Belgia         |
| Pistolet Browning HP       | Pistole 640(b)                | Fabrique Nationale de Herstal                  | 9 × 19 mm Parabellum                                       | Belgia         |
| Pistolet CZ 24             | Pistole 24(t)                 | Česká zbrojovka Strakonice                     | 9 × 17 mm Short                                            | Czechosłowacja |
| Pistolet CZ 27             | Pistole 27(t)                 | Česká zbrojovka Strakonice                     | 7,65 × 17 mm SR Browning                                   | Czechosłowacja |
| Pistolet CZ 38             | Pistole 39(t)                 | Česká zbrojovka Strakonice                     | 9 × 17 mm Short                                            | Czechosłowacja |
|                            | Unique Kriegsmodell           | Manufacture d'armes des Pyrénées françaises    | 7,65 × 17 mm SR Browning                                   | Francja        |
| Pistolet MAB Model D       | Pistole MAB Kaliber 7,65(f)   | Manufacture d'Armes de Bayonne                 | 7,65 × 17 mm SR Browning                                   | Francja        |
| Pistolet Modèle 1935       | Pistole 625(f)                | Société Alsacienne de Constructions Mécaniques | 7,65 × 20 mm Long                                          | Francja        |
| Star Model B               | Star Model B                  | Star Bonifacio Echeverria SA                   | 9 × 19 mm Parabellum                                       | Hiszpania      |
| Astra 300                  | Astra 300                     | Astra-Unceta SA                                | 9 × 17 mm Short                                            | Hiszpania      |
|                            | Astra 400                     | Astra-Unceta SA                                | 9 × 23 mm Largo                                            | Hiszpania      |
| Astra 600                  | Astra 600                     | Astra-Unceta SA                                | 9 × 19 mm Parabellum                                       | Hiszpania      |
| Astra 900                  | Astra 900                     | Astra-Unceta SA                                | 7,63 × 25 mm Mauser                                        | Hiszpania      |
| Kongsberg Colt             | Pistole 657(n)                | Kongsberg Våpenfabrikk                         | 11,25 × 23 mm                                              | Norwegia       |
| Pistolet Vis wz. 35        | Pistole 35(p)                 | Fabryka Broni Radom                            | 9 × 19 mm Parabellum                                       | Polska         |
| Pistolet FÉG 37            | P Mod 37 Kal 7,65(u)          | FÉG                                            | 7,65 × 17 mm SR Browning                                   | Węgry          |